# Becca di Luseney
Becca di Luseney – szczyt w Alpach Pennińskich, w masywie Luseney–Cian. Leży w północnych Włoszech w regionie Dolina Aosty. Szczyt można zdobyć ze schroniska Bivacco Luca Reboulaz (2574 m).
Pierwszego wejścia dokonali A. Adams Reilly, Jean Antoine Carrel i Henry Charlet 2 sierpnia 1866 roku.